# Tarazona de Guareña
Pour les articles homonymes, voir Guareña (homonymie) et Tarazona (homonymie).
Tarazona de Guareña est une commune de la province de Salamanque dans la communauté autonome de Castille-et-León en Espagne.